# 馬龍尼禮天主教巴黎黎巴嫩聖母教區
馬龍尼禮天主教巴黎黎巴嫩聖母教區（拉丁語：Eparchia Dominae Nostrae Libanensis Parisiensis Maronitarum）是一個位於法國的東儀天主教教區（馬龍尼禮教會），直屬聖座。
教區成立於2012年7月21日（自法國東方禮教長區），現任教區主教為納塞爾·傑馬耶納。